# Chlorophytum nidulans
Chlorophytum nidulans är en sparrisväxtart som först beskrevs av John Gilbert Baker, och fick sitt nu gällande namn av John Patrick Micklethwait Brenan. Chlorophytum nidulans ingår i släktet ampelliljor, och familjen sparrisväxter. Inga underarter finns listade i Catalogue of Life.